# Bernardus Manders (verzetsstrijder)
Bernardus Martinus Manders (Bakel, 14 december 1914 – Veghel, 2 september 1979) was een Nederlands verzetsstrijder tijdens de Tweede Wereldoorlog.
Manders was lid van het verzet in Bakel en verrichtte diverse werkzaamheden, waaronder het onderdak brengen en naar bevrijd gebied helpen transporteren van Engelse en Amerikaanse piloten die neergeschoten waren door de Duitse bezetter. Hij was samen met zijn vrouw Mien Manders aangesloten bij de regionale verzetsgroep Deurne. Vanuit Bakel droeg hij er samen met zijn echtgenote en de huisarts A.P. Nelemans zorg voor dat mensen konden onderduiken.
Voor deze werkzaamheden werd hij na de oorlog, op 21 november 1946, te Amsterdam onderscheiden met de Medal of Freedom met bronzen palm.